# Stocco (arma)
Lo stocco (Estoc in lingua francese; Tuck in lingua inglese; Bohrschwert o Panzerbrecher in lingua tedesca), detto anche stocco d'arme o spada da stocco, è un tipo di spada diffusosi in Europa nel XIV secolo. Evoluzione della spada ad una mano medievale, lunga circa 1 m, lo stocco è più lungo, con lama a sezione triangolare o quadrangolare, spessa vicino alla guardia e molto appuntita, robusta, rigida e senza taglio, realizzata appositamente per menare colpi d'affondo e di punta, chiamati appunto "stoccate" dai cavalieri in armatura.

## Storia

### Origine
La nascita della spada da stocco si contestualizza nel più generale panorama della pesante evoluzione degli armamenti che caratterizza il XIV secolo europeo.
In un contesto bellico dominato dalla cavalleria pesante, le cui file si componevano di guerrieri coperti da armatura a piastre d'acciaio sempre più solida, la spada ad una mano perse il suo primato di arma per eccellenza. Armi capaci di scaricare una forza notevole su di un bersaglio ristretto, una giuntura o un punto preciso della corazza, si rivelarono più efficaci nella mischia, dopo la carica con la lancia. Mentre andavano sviluppandosi apposite armi da botta atte alle nuove, violente mischie tra cavalieri e fanti corazzati (mazza d'arme, martello d'armi, picco d'armi e scure d'arcione), le spade svilupparono nuovi modelli. La spada a due mani venne fornita di un sempre più pronunciato ricasso per essere brandita ed avventata negli affondi come un'arma inastata. Prendendo a modello lo sfondagiaco, un tipo di pugnale sviluppato sin dal XIII secolo per meglio penetrare la cotta di maglia, gli armaioli europei svilupparono la spada da stocco, capace di concentrare nel colpo di punta la forza necessaria a penetrare attraverso i punti deboli dell'armatura a piastre (ascelle, feritoie dell'elmo...).
La rapida diffusione dello stocco tra gli armati europei è ben testimoniata nelle fonti letterarie italiane medievali e rinascimentali. Già Giovanni Boccaccio, nella novella che ha per protagonista Nastagio degli Onesti  descrive l'arma nelle mani del demoniaco tormentatore incontrato dal protagonista:
(Giovanni Boccaccio-Decamerone)
E nell' Orlando furioso di Ludovico Ariosto i due giovani condottieri Malindo e Ardalico, figli del conte di Fiandra, che vengono uccisi nel sonno da Medoro, erano accorsi in difesa di Carlo Magno a Parigi armati di stocchi:
 " Malindo uccise e Ardalico il fratello,

che del conte di Fiandra erano figli;

e l'uno e l'altro cavallier novello

fatto avea Carlo, e aggiunto all'arme i gigli,

perché il giorno amendui d'ostil macello

con gli stocchi tornar vide vermigli:

e terre in Frisa avea promesso loro,

e date avria; ma lo vietò Medoro. " 
(Ludovico Ariosto, Orlando furioso, canto XVIII)
Identificare invece il luogo d'origine di questa particolare tipologia di arma appare molto più complicato.

Se è infatti ipotizzabile una datazione del prototipo agli ultimi decenni del XIII secolo, la massiccia diffusione dello stocco, durante la Guerra dei Cent'Anni, sui campi di battaglia di praticamente tutta Europa impedisce di attribuirne con certezza la nazionalità ad uno stato invece che ad un altro. 
Risultano però molto interessanti alcuni versi del poeta barocco spagnolo Luis de Góngora (1561-1627); versi che attribuirebbero l'invenzione dello stocco ai francesi:
(Luis de Góngora Romance)

### Diffusione
Lo stocco restò in uso agli armati europei per tutto il Cinquecento. Nel Seicento venne definitivamente sostituito dalla striscia, arma evolutasi dalla spada da lato italo-spagnola del Quattrocento, deputata a rapidissimi attacchi di punta contro bersagli ormai privi delle pesanti armature tardo-medievali.
A partire dal XIV secolo, lo stocco, in forme squisitamente opulente, divenne il dono per antonomasia del quale il Papa omaggiava i campioni della fede cattolica o i condottieri che avevano servito con particolare fervore la Santa Sede e la chiesa cattolica: lo stocco pontificio. Notevole lo stocco a due mani donato da Papa Gregorio XIII all'arciduca Ferdinando II d'Austria nel 1582, opera degli spadai Giovan Paolo Cechino e Francesco da Santa Croce, oggi nella Waffensammlung di Vienna: un'arma con impugnatura a due mani, lunga 169,7 cm, con lama di 116,7 cm. La tradizione papale di regalare sontuosi stocchi, solitamente accompagnati da un "berrettone" sontuosamente decorato, decadde solo nella seconda metà del XIX secolo, unitamente alla fine del potere temporale dei papi.

## Costruzione
La caratteristica principale dello stocco era la sua lama, a sezione triangolare (in pratica un triangolo isoscele) o, più raramente, quadrata, lunga oltre 1 metro. Come nelle altre spade del XIV secolo, anche nello stocco era spesso presente sulla lama, in prossimità della guardia, un ricasso per garantire allo schermidore miglior presa nel "gioco stretto" (v. la manovra della scherma tradizionale nota come Mezza Spada). Il ricasso poteva essere protetto da dei "denti d'arresto" (parrierhaken) simili a quelli dello Zweihänder.
L'elsa dello stocco poteva avere manico ad una mano, ad una mano e mezza o a due mani. La guardia a crociera, spesso imponente come quella degli spadoni a due mani, poteva presentare accorgimenti difensivi ulteriori per garantire maggior protezione alla mano dello schermidore: archi, ponticelli, anelli, ecc.
Inizialmente portato dai cavalieri sotto alla sella, lo stocco sviluppò un proprio fodero solo quando cominciò ad essere portato in battaglia anche dalle forze di fanteria.
Lo stocco rientra nella Oakeshott Typology nn. XV e XVII.